# Associazione per il Disegno Industriale
L'Associazione per il Disegno Industriale (ADI) est une association italienne, fondée en 1956, qui a pour mission le développement et la valorisation du design industriel.  Son siège est à  Milan.
Dans ses adhérents, elle compte aujourd'hui plus de 1 000 spécialistes, designers, chercheurs, maîtres de conférences, critiques et journalistes.
L'ADI est membre fondateur de l'International Council of Societies of Industrial Design (ICSID), (organisation internationale des associations de design industriel) ainsi que du Bureau of European Design Associations (BEDA), (Bureau des associations de design européens) et membre de l'International Council of Graphic Design Associations (ICOGRADA), l'organisation internationale qui rassemble les associations professionnelles de graphistes.
Elle gère aussi, depuis 1962, le prix Compasso d'Oro et sa collection historique qui rassemble objets récompensés et documentations.